# Stable Gallery
Die Stable Gallery war eine Kunstgalerie in New York. Sie wurde 1953 von Eleanor Ward gegründet. Die Galerie war in den 1950er und 60er Jahren ein wichtiger Ausstellungsort und Treffpunkt zahlreicher renommierter Künstler der amerikanischen Moderne. 1962 fand hier die erste Einzelausstellung von Robert Indiana statt, im selben Jahr präsentierte Andy Warhol seine ersten Pop-Art-Bilder in der Galerie.

## Geschichte
Die Stable Gallery befand sich ursprünglich in einem ehemaligen Stallgebäude in der 58th Street in Manhattan und erhielt ihren Namen entsprechend der früheren Nutzung des Gebäudes. Anfangs verkaufte die Galerie Schaufensterpuppen und zeigte Modefotografien. Eleanor Ward (1911–1984), die ihre Karriere in der Modebranche als Assistentin von Christian Dior begonnen hatte, erhielt schnell Zuspruch. Als eine Art „Hommage“ an die bahnbrechende 9th Street Art Exhibition von 1951 zeigte die Stable Gallery von 1953 bis 1957 im jährlichen Turnus Werke namhafter Abstrakter Expressionisten wie Philip Guston, Franz Kline, Willem de Kooning, Knox Martin, Robert Motherwell, Jackson Pollock, Robert Rauschenberg, Ad Reinhardt und Jack Tworkov. Dieses sehr erfolgreiche jährliche Ausstellungs-Ereignis wurde in Kunstkreisen bald als „Stable Annual“ bekannt. Als die erste und zweite Generation der Abstrakten Expressionisten neue Richtungen einschlugen und die Pop Art bestimmend wurde, erweiterte Ward die Galerie und führte Künstler verschiedener Kunststile in den Ausstellungen zusammen, wie Joseph Cornell, Edward Dugmore, John Ferren, Ian Hornak, Lowell Nesbitt, Conrad Marca-Relli, Joan Mitchell, Isamu Noguchi, Larry Rivers, Richard Stankiewicz, Cy Twombly, Jack Tworkov und Wilfred Zogbaum. Mit diesem gemischten Ausstellungskonzept machte Eleanor Ward die Stable Gallery zum attraktiven Treffpunkt für die aufstrebenden und etablierten Künstler ihrer Zeit. 
Im Jahr 1960 zog Eleanor Ward mit der Galerie in ein Stadthaus in der die 33 East 74th Street. Die neuen Räume boten mehr Platz und Ward bezog die Räume im oberen Stockwerk der Galerie. Im Laufe der 1960er Jahre kamen neue Künstler wie Alex Katz, Robert Indiana, die gegenständliche Bildhauerin Marisol und Andy Warhol hinzu. Nach Differenzen mit ihrem „Zugpferd“ Alex Katz gab Ward 1962 dem Newcomer Warhol die Chance, seine neuen Arbeiten im November zu zeigen, dem „besten Monat“ der New Yorker Galeristen. So zeigte die Stable Gallery  am 6. November 1962 erstmals eine Ausstellung mit Warhols Pop-Art-Siebdrucken. Im selben Jahr hatte hier Robert Indiana seine erste New Yorker Soloausstellung gezeigt. 1964 folgte Warhols Aufsehen erregende Brillo-Box-Ausstellung, bei der Warhol die Galerie kurzfristig in einen „Pop-Art-Lagerraum“ verwandelte. Die von zahlreichen Kritikern rezensierte Schau festigte Warhols künstlerische Reputation immens. Kurz danach überwarfen sich Ward und Warhol aufgrund finanzieller Unstimmigkeiten.
1970 schloss Eleanor Ward die Stable Gallery überraschend. Nach eigener Aussage hatte sie mit der zunehmenden Kommerzialisierung das Interesse an der zeitgenössischen Kunst verloren und wollte sich lieber der Tätigkeit als private Kunstsachverständige widmen, statt eine Galerie zu betreiben, die nur noch Geschäft anstelle einer Leidenschaft sei. Eleanor Ward verstarb im Januar 1984.